# William Scoresby Bay
Die William Scoresby Bay ist eine 7 km breite und 9 km lange Bucht an der Küste des ostantarktischen Kemplands. Sie liegt auf der Westseite des William-Scoresby-Archipels. Ihr Hinterland ist gekennzeichnet von steilen und felsigen Landspitzen und schneefreien Hügeln mit Höhen von bis zu 210 m. Ihre Grenze liegt eisbedingt faktisch 6,5 km nördlich der Festlandküste und wird von Inselgruppen am östlichen und westlichen Ende bestimmt.
Entdeckt wurde die Bucht im Februar 1936 von Wissenschaftlern der britischen Discovery Investigations an Bord des Forschungsschiffs RRS William Scoresby, nach dem sie auch benannt ist. Der Namensgeber des Schiffs wiederum ist der britische Seefahrer und Arktisforscher William Scoresby (1789–1857).